# Åke Falck
Åke Falck (Göteborg, 3 aprile 1925 – Danderyd, 12 ottobre 1974) è stato un regista e attore svedese.

## Biografia
La sua carriera si svolse in tredici film compresi nel periodo tra il 1958 e il 1972.

## Filmografia

### Regista
- Bröllopsbesvär (1964)
- Prinsessan (1966)
- Vindingevals (1968)

### Attore
- L'uccello di fuoco (Eldfågeln), regia di Hasse Ekman (1952)